# Hengsthütte
Die Hengsthütte ist eine Schutzhütte am Schneeberg in Niederösterreich. Sie liegt auf einer Höhe von 1012 m am Hengst, einem 1450 Meter hohen Vorberg des Schneebergs. Die Hütte befindet sich unmittelbar neben der Bedarfshaltestelle Hengsthütte der Schneebergbahn. Sie befindet sich etwa 4½ Kilometer von der Talstation der Schneebergbahn entfernt.
Die Hütte verfügt über 80 Sitzplätze im Garten und etwa 110 Sitzplätze in der Hütte. Im Garten befindet sich zudem ein Spielplatz.

## Geschichte
Die Hengsthütte wurde um 1900 von einem Köhler erbaut und diente zunächst als einfacher Unterschlupf für einen Jäger. Erst um 1920 wurde die Hengsthütte von der Familie Mühlhofer in einen Rastort, vergleichbar mit einem Heurigen, umgewandelt. Ab 1960 ging die Hütte in den Besitz von Johann Gschaider über, der sich dort niederließ. 1981 übernahm seine Tochter Anna Postl die Hengsthütte als offizielle Schutzhütte. 1982 gab es einen Kaminbrand, der Teile der Küche zerstörte. Andrea Postl übernahm nach dem Tod ihrer Mutter die Hütte im Jahr 1994 und ließ daraufhin eine Solaranlage und Stromaggregate installieren. 2002 wurde in der Hengsthütte erstmals ein Stromanschluss und 2003 auch ein Kanalanschluss eingerichtet. In den weiteren Jahren entstanden eine moderne Küche, moderne WC-Anlagen sowie eine neue Gaststube.

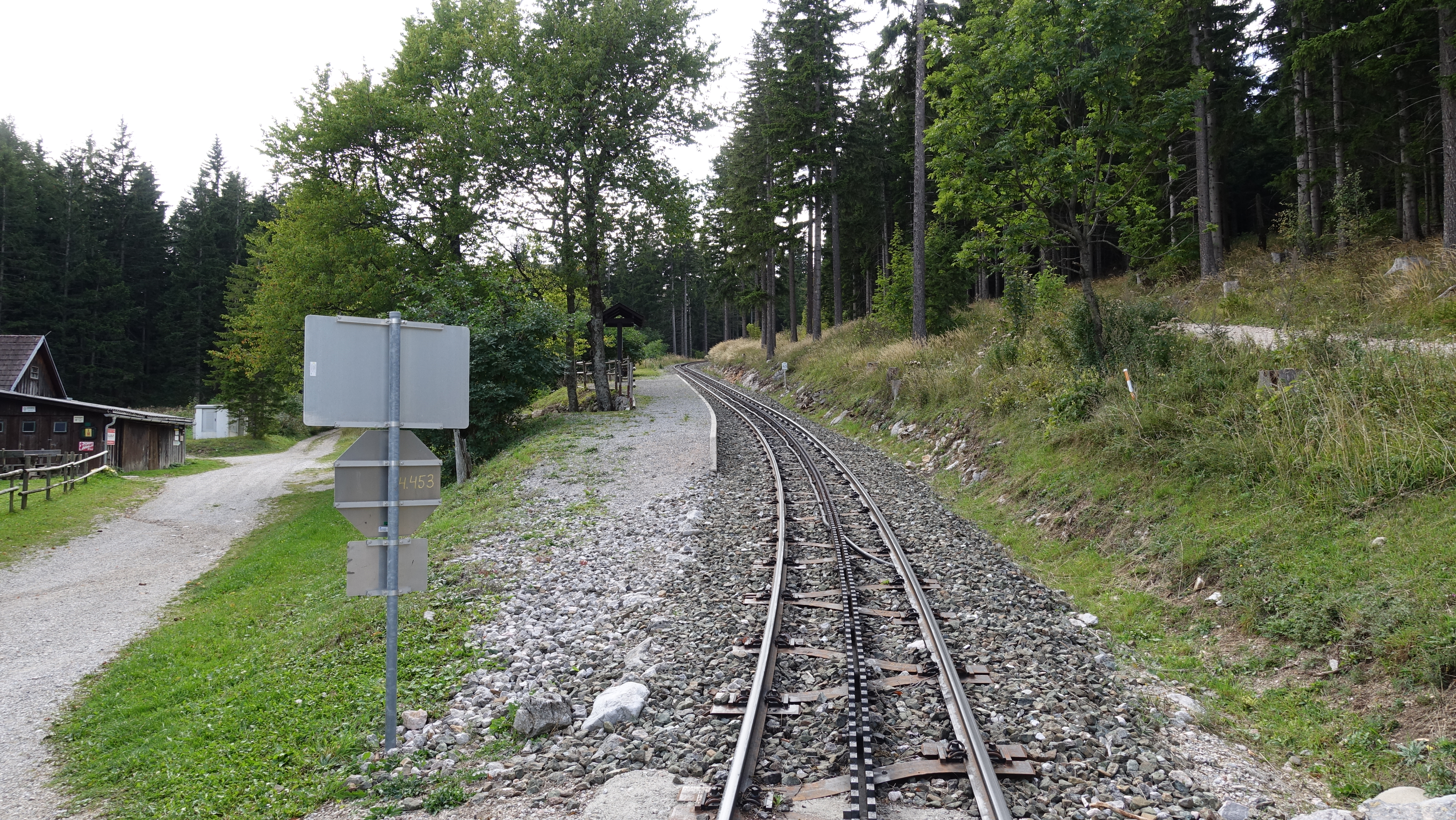
Haltestelle Hengsthütte

## Übergang zu anderen Hütten
- Ternitzer Hütte
- Station Baumgartner
- Berghaus Hochschneeberg
- Naturfreundehaus Knofeleben